# 沙坝教堂

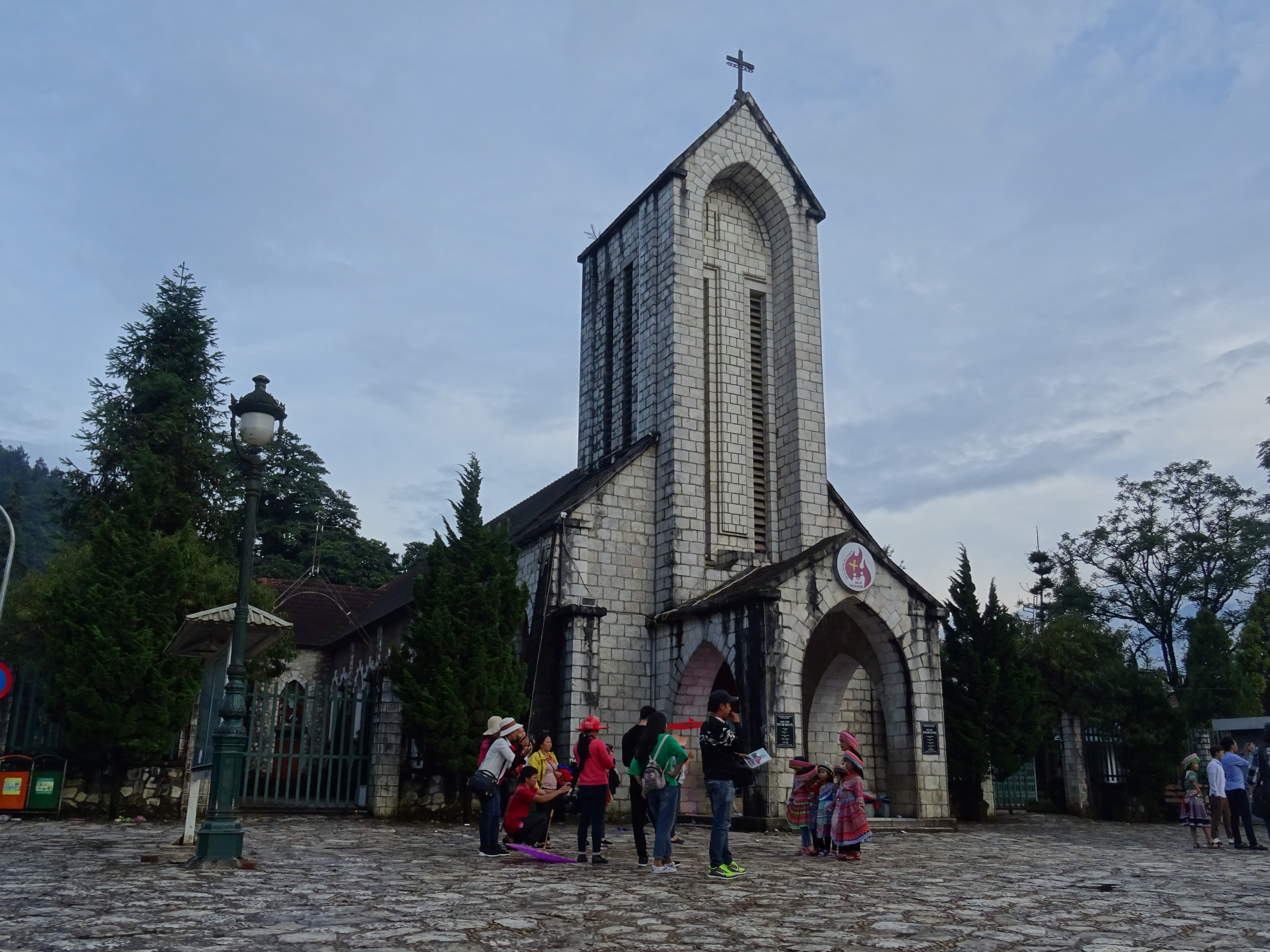

沙坝教堂（Giáo xứ Sapa）属于天主教兴化教区, 位于越南西北部老街省的旅游胜地沙垻坊，距离河内约400公里，距离天主教兴化教区的主教府360公里。这是兴化教区最偏远的堂区之一，近90％的教友是赫蒙族。

## 历史
沙坝堂区由巴黎外方传教会神父创建于1902年，当时的主教是 Phaolô Lộc (Paul Ramond)。1925年，堂区修建了教堂和神父楼。1947年，伊迪亚特·阿尔霍·琼神父（Ydiart Alhor Jean）被谋杀。在随后的几年中，由于战争，人们不得不撤离，因此该堂区几乎停止了运作；教堂遭废弃，占用。
1995年，当地政府允许修复教堂，重新恢复堂区。但是，只有在一年中的重大节日，才有神父来举行弥撒。从2004年到2006年，堂区每主日都有来自老街的阮惠东神父举行弥撒。2006年5月，六十年来第一次正式派驻了一位神父。
目前，沙坝堂区有2100多位教友。每年新增教友大约30人。神职人员共计8人，包括一名本堂神父。